# Roberto Lopes (futbolista)
Roberto Lopes (Dublin, 17 de junio de 1992) es un futbolista caboverdiano-irlandés que juega de defensa en el Shamrock Rovers de la Premier Division de Irlanda.

## Selección nacional
Es internacional con la selección de fútbol de Cabo Verde. Fue internacional sub-19 con la selección de fútbol de Irlanda, aunque debido a que poseía la nacionalidad caboverdiana, por su padre, para la selección absoluta se decantó por la de Cabo Verde, con la que debutó en 2019, en un partido amistoso frente a la selección de fútbol de Togo.

## Clubes
| Club            | País    | Año       |
| --------------- | ------- | --------- |
| Bohemian F. C.  | Irlanda | 2010-2016 |
| Shamrock Rovers | Irlanda | 2017-act. |

## Palmarés

### Títulos nacionales
| Título               | Club            | País    | Año  |
| -------------------- | --------------- | ------- | ---- |
| Copa de Irlanda      | Shamrock Rovers | Irlanda | 2019 |
| Premier Division     | Shamrock Rovers | Irlanda | 2020 |
| Premier Division     | Shamrock Rovers | Irlanda | 2021 |
| Supercopa de Irlanda | Shamrock Rovers | Irlanda | 2022 |
| Premier Division     | Shamrock Rovers | Irlanda | 2022 |
| Premier Division     | Shamrock Rovers | Irlanda | 2023 |